# نصب آدم ميتسكيفيتش
نصب آدم ميتسكيفيتش التذكاري (بالروسية: Памятник Адаму Мицкевичу) هو نصب تذكاري مُخصّص للشاعر البولندي آدم ميتسكيفيتش.
تم افتتاحه في مدينة مينسك بتاريخ 6 أكتوبر 2003، وقد تم تصميم وبناء النصب على حساب وزارة الثقافة في جمهورية بيلاروسيا. يبلغ طول التمثال ثلاثة أمتار.

## تاريخ
تعود مبادرة تثبيت النصب التذكاري إلى الشتات البولندي في جمهورية بيلاروسيا. وقد كان مُقرّرا في البداية عمل تمثال نصفي للشاعر.
أعلنت وزارة الثقافة بجمهورية بيلاروسيا عن مسابقة لأفضل مشروع، شاركت فيه ثماني مجموعات من المؤلفين، كل واحدة منها قدمت رسمها الخاص. ونتيجة لذلك، تم تبني أعمال النحاتين أندريه زابتيتسكي وألكسندر فينسكي، اللذين اقترحا عدم القيام بتمثال نصفي.